# Luitpold Prinz von Bayern
Luitpold Prinz von Bayern (sinh ngày 14 tháng 4 năm 1951 tại  lâu đài Leutstetten, Starnberg) là một hậu duệ của vị vua Bayern cuối cùng, Ludwig III của Bayern, cai trị Bayern cho tới năm 1918, cả về phía cha và phía mẹ, vì cả hai ông nội lẫn ông ngoại là anh em. Ông là chủ sở hữu lâu đài Kaltenberg và cũng là giám đốc hãng bia König Ludwig trong lâu đài đó.